# Радіо і телебачення Андорри
Радіо і телебачення Андорри (кат. Ràdio i Televisió d'Andorra), є державним громадським і комерційним теле- і радіомовником в Князівстві Андорра. Він керує телевізійним каналом ATV і двома радіостанціями RNA та AM, мовлення ведеться каталонською мовою.

## Історія

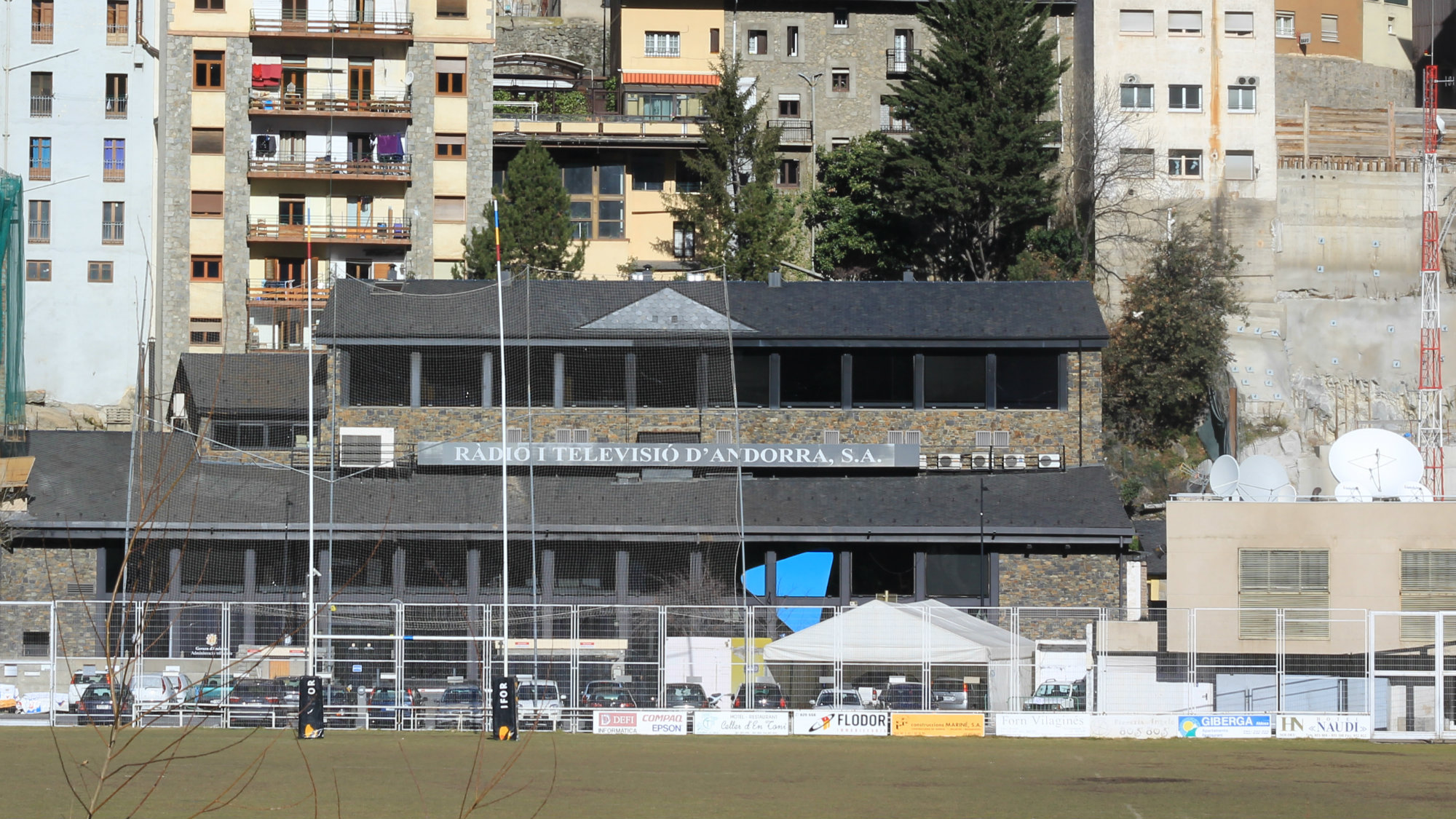
Штаб-квартира RTVA в Андорра-ла-Велья (2013)

Першою комерційною радіостанцією, яка вела мовлення з Андорри, було Radio Andorra, яке діяло з 1939 по 1981 рік. Суспільне мовлення в князівстві почалося 26 жовтня 1989 року після того, як Генеральна рада Андорри вирішила створити національну телерадіомовну організацію.
У результаті було створено Organisme de Ràdio i Televisió d'Andorra (ORTA) і радіостанція Ràdio Nacional d'Andorra (RNA) почала мовлення в грудні 1990 року. ORTA фінансувався урядом Андорри. Andorra Televisió (ATV), перший телеканал Андорри, почав свою роботу в 1995 році. Усі програми як на RNA, так і на ATV створювалися незалежними компаніями до 1997 року, коли ORTA почала випускати всі власні програми. ORTA була замінена нинішньою організацією Ràdio i Televisió d'Andorra SA (RTVA) 13 квітня 2000 року RTVA взяла під повний контроль як RNA, так і ATV. Як і його попередник, RTVA також фінансується урядом. Реклама забезпечує додатковий дохід. Нині його генеральним директором є Хуанде Мелладо.
RTVA є активним членом Європейської мовної спілки з 2002 року та брала участь у пісенному конкурсі Євробачення з 2004 по 2009 рік включно; однак у 2012 році вважалося, що він повинен був вийти з ЄМС через фінансові проблеми.
Мовник змушений конкурувати з телевізійними каналами та радіостанціями як Франції, так і Іспанії, чиї передачі можна легко підхопити в князівстві.

## Сервіси

### Телебачення
- ATV: Національний телеканал Андорри.

### Радіо
- Ràdio Nacional d'Andorra (RNA): Національна радіостанція Андорри.
- Andorra Música (AM): музична радіостанція

### Інтернет

Логотип Andorra Difusió

RTVA має вебпортал з листопада 2007 року. Його було оновлено у вересні 2013 року, щоб перетворити його на мультимедійний сервіс під назвою Andorra Difusió.

## Мовлення
ATV транслює низку програм, включаючи спорт, музику, фільми та журнальні шоу, а також щоденну дитячу програму Club Piolet. Основна програма новин ATV Noticies виходить і транслюється тричі на день, з випусками о 13:45, 21:00 і до закриття. Також ведеться регулярна пряма трансляція парламенту. ATV зазвичай транслює з 07:30 до 23:45 щодня, а інформаційні сторінки відображаються після закриття.
RNA транслює переважно музику, хоча випуски новин виходять щогодини. Станція веде мовлення 24 години на добу, сім днів на тиждень.
ATV і RNA транслюються онлайн безплатно на вебсайті RTVA, хоча трансляцію ATV іноді замінюють тестовою карткою через обмеження авторського права на деякі програми.